# 拉达克鼠兔
拉达克鼠兔（学名：Ochotona ladacensis）为鼠兔科鼠兔属的哺乳动物。分布于印度、巴基斯坦以及中国大陆青海、新疆、西藏等地。该物种的模式产地在克什米尔拉达克。